# Phaeochiton
Phaeochiton is een geslacht van wantsen uit de familie van de Miridae (Blindwantsen). Het geslacht werd voor het eerst wetenschappelijk beschreven door Kerzhner in 1964.

## Soorten
Het genus bevat de volgende soorten:

- Phaeochiton alashanensis Qi & Nonnaizab, 1996
- Phaeochiton alenae Konstantinov, 2008
- Phaeochiton caraganae (Kerzhner, 1964)
- Phaeochiton ebulum V.G. Putshkov, 1977